# 席益
席益，字大光，宋朝河南府（今河南省洛阳市东）人。宋高宗时参知政事。
绍兴元年（1131年），以中书舍人兼权直学士院，改知杭州、衢州。绍兴三年（1133年）二月，席益自工部尚书拜参知政事。吕颐浩想要倾覆秦桧，曾向席益问计。绍兴四年（1134年）二月罢执政，以资政殿学士提举江州平观。起知潭州兼湖南安抚制置大使。绍兴五年（1135年）改知成都府，兼成都府路、潼川府路、夔州路、利州路安抚制置大使，绍兴七年（1137年）罢职。